# Gary Kildall
Gary Arlen Kildall (19 de maio de 1942—11 de julho de 1994) foi um cientista da computação estadunidense e empreendedor de computadores, responsável por criar o sistema operacional CP/M e fundar a Digital Research, Inc. Kildall foi uma das primeiras pessoas a enxergar os microprocessadores como computadores de uso geral ao invés de meros controladores de máquina dedicados, e por organizar uma empresa em torno deste conceito. Ele também coapresentou o programa de TV Computer Chronicles da PBS. Embora sua carreira na computação tenha durado mais de duas décadas, ele é lembrado principalmente por sua ligação com a tentativa malsucedida da IBM em 1980 de licenciar o CP/M para o IBM PC.

## Infância
Gary nasceu e criou-se na cidade de Seattle, nos Estados Unidos, onde sua família administrava uma escola náutica. Seu pai, Joseph Kildall, era um capitão de ascendência norueguesa. A avó de sua mãe Emma era de ascendência sueca e veio da cidade de Långbäck para o Canadá aos 23 anos de idade.
Gary entrou na Universidade de Washington pensando em se tornar um professor de matemática, mas acabou por se interessar por computação. Após se formar, ele passou por um período de conscrição na Marinha dos Estados Unidos dando aulas na Naval Postgraduate School na cidade de Monterey. Estando a poucas horas do Vale do Silício, Gary tomou conhecimento do primeiro microprocessador disponível comercialmente, o Intel 4004. Ele comprou um e começou a escrever programas experimentais. Para aprender mais, ele trabalhou como consultor na Intel em seus dias de folga.
Gary ainda voltou por algum tempo para a universidade e terminou seu doutorado em Ciência da Computação em 1972, logo em seguida voltando a dar aulas na Marinha. Ele publicou um artigo que introduziu a teoria da análise de fluxo de dados utilizada hoje em dia na otimização de compiladores, e continuou a fazer experimentos com microcomputadores e a emergente tecnologia dos disquetes. A Intel disponibilizou-lhe sistemas com os processadores 8008 e 8080, e em 1973 Gary desenvolveu a primeira linguagem de programação de alto nível para microprocessadores, chamada de PL/M. Ele criou o CP/M no mesmo ano permitindo ao 8080 controlar um drive de disquete, combinando pela primeira vez todos os componentes essenciais do microcomputador. Ele mostrou o CP/M à Intel, mas a Intel demonstrou pouco interesse e preferiu levar a PL/M ao mercado.

## Carreira de negócio

### CP/M
Gary e sua esposa Dorothy montaram uma empresa, originalmente chamada Intergalactic Digital Research—posteriormente Digital Research, Inc—para vender o CP/M através de anúncios em revistas de entusiastas. A Digital Research licenciou o CP/M para o IMSAI 8080, um popular clone do Altair 8800. À medida que mais fabricantes começaram a licenciar o CP/M, ele acabou por se tornar um padrão de fato e ter de suportar muitas variações de hardware. Em resposta, Kildall acabou por ser o pioneiro no conceito de uma BIOS, um conjunto de programas simples armazenado no hardware que permitia ao CP/M rodar em diferentes sistemas sem modificações.
O rápido sucesso do CP/M pegou Gary de surpresa, e ele estava demorando para atualizá-lo para os disquetes de 3½ e os discos rígidos. Após os fabricantes de hardware especularem a criação de um sistema rival, Gary deu início às pressas ao desenvolvimento do CP/M 2. Em 1981, no auge de sua popularidade, o CP/M rodava em 3 mil tipos diferentes de modelos de computadores e rendia cerca de US$ 5,4 milhões ao ano.

### Junto à IBM
A IBM aproximou-se da Digital Research em 1980, por sugestão de Bill Gates, para licenciar uma futura versão do CP/M chamado CP/M-86 para o IBM PC. Gary deixou às negociações a cargo de sua esposa Dorothy como normalmente fazia, enquanto ele e o colega Tom Rolander foram de jatinho particular entregar software ao fabricante Bill Godbout. Antes que os representantes da IBM pudessem explicar o propósito de sua visita, eles insistiram para que a Digital Research aceitasse um acordo de não divulgação da reunião mas permitia à IBM o uso de quaisquer informações nela obtidas. Seguindo orientação do advogado da Digital Reserach, Gerry Davis, Dorothy se recusou a assinar o acordo sem a aprovação de Gary. Gary retornou à tarde e tentou levar adiante a discussão com a IBM, mas não se sabe se ele assinou ou não o acordo ou mesmo se chegou a tempo de participar da reunião.
Várias razões foram dadas por ambas as empresas para a falta de um acordo. A Digital Research, que tinha apenas uns poucos produtos, pode ter ficado receosa de licenciar seu produto principal para a IBM por um pagamento único ao invés do sistema de royalties. Dorothy pode ter acreditado que a IBM não iria entregar o CP/M-86 no cronograma proposto, uma vez que a IBM estava ocupada com o desenvolvimento e implementação da linguagem de programação PL/I para a Data General. Ou os representantes da IBM podem ter se chateado pela Digital Reseach ter passado horas discutindo algo que eles consideravam uma mera formalidade. De acordo com Gary Kildall, os representantes da IBM pegaram o mesmo voo para a Flórida que ele e Dorothy iam para sair de férias, e eles negociaram durante o voo, chegando finalmente a um acordo. O chefe de negociação da IBM, Jack Sams, insistiu que ele nunca encontrou Gary pessoalmente, e um colega da IBM confirmou a declaração na época. Ele disse que alguém de seu grupo devia estar no voo, porque ele voltou para Seattle para uma reunião com a Microsoft.
Jack Sams contou a história a Bill Gates, que já havia concordado em licenciar o interpretador BASIC e outros programas para o PC. A impressão que Bill teve da história foi que Gary havia viajado em seu jatinho de propósito. Bill acabou ficando com a responsabilidade de encontrar um sistema operacional utilizável, e poucas semanas depois ele propôs o uso de um clone do CP/M chamado 86-DOS da Seattle Computer Products (SCP). Paul Allen negociou um licenciamento com a SCP e eles adaptaram o 86-DOS para o hardware da IBM, e o pacote foi vendido sob o nome de PC-DOS.
Gary Kildall obteve uma cópia do PC-DOS, o examinou e concluiu que houve violação de patentes do CP/M. Quando ele consultou o advogado Gerry Davis sobre as opções legais disponíveis, Gerry Davis disse que a lei de propriedade intelectual para softwares ainda não era clara o suficiente. Gary apenas ameaçou processar a IBM, e esta respondeu com uma proposta de oferecer o CP/M-86 como uma alternativa para o PC. Gary aceitou, acreditando que o novo sistema da IBM, da mesma forma que os anteriores, não seria um sucesso comercial. Quando o IBM PC foi lançado, a IBM vendeu seu sistema operacional como um pacote, mas não necessariamente obrigatório: a opção do PC-DOS custava US$ 40. O CP/M passou a ser comercializado alguns meses depois por US$ 240, mas fracassou comercialmente diante do PC-DOS.

### Trabalhos seguintes
Com a perda para a IBM, Gary e Dorothy se viram pressionados para trazer um gerente mais experiente, e a influência de Gary na empresa diminuiu. Ele trabalhou em vários projetos de pesquisa, como uma versão multitarefa do CP/M e uma implementação da linguagem de programação Logo. Ele tinha esperanças de que o Logo—um dialeto educacional do LISP—tomasse o lugar do BASIC na educação, mas isso não aconteceu. Após ver uma demonstração do Apple Lisa, Gary passou a desenvolver uma GUI na Digital Research, chamada Graphics Environment Manager (GEM). A Novell comprou a Digital Research em 1991 em um acordo que rendeu milhões a Gary.
Gary ainda continuou com projetos relacionados à computação fora da Digital Research. Em 1983 ele passou a apresentar um programa de TV chamado Computer Chronicles, que acompanhava tendências no mundo da computação. Ele ainda fundou outra empresa, a KnowledgeSet, que adaptou a tecnologia do disco óptico para o uso em computadores, que resultou na criação do drive de CD. Em 1985 ele lançou a primeira enciclopédia para computadores, a Academic American Encyclopedia da Grolier.
O último empreendimento de Gary, a Prometheus Light and Sound, baseada na cidade de Austin, no Texas, desenvolveu o sistema PBX doméstico, que integrou os telefones convencionais à telefonia celular.

## Vida pessoal
Os colegas de Gary lembram dele como alguém criativo, de conversa fácil, e aventureiro. Além de voar, ele gostava de carros esportivos, corridas de automóveis e de barcos, e amava o mar.
Embora Gary tenha preferido abandonar o negócio com a IBM no passado e ficar conhecido por seu trabalho antes e depois, ele continuamente era comparado a Bill Gates. Uma lenda surgiu do encontro entre a Digital Research e a IBM (encorajada por Bill e vários jornalistas), sugerindo que Gary irresponsavelmente havia tirado o dia para passear de jatinho—Gary refutou esta versão incessantemente. Nos anos seguintes, ele demonstrou ocasionalmente certo desdém em relação à já gigante Microsoft.
Gary ficou particularmente chateado quando a Universidade de Washington o convidou para o aniversário da graduação de Ciências da Computação em 1992, mas deu o discurso a Bill Gates—Bill havia abandonado Harvard, enquanto Gary havia se formado com distinção. Em resposta ele começou a escrever suas memórias, Computer Connections, que ele distribuiu apenas para alguns amigos, e onde ele expressava sua frustração de que as pessoas não pareciam apreciar a elegância no software. E disse que Bill Gates era "encrenqueiro, manipulador e um mero usuário, sugando dele e da indústria". No apêndice ele chamou o DOS de "um roubo puro e simples" porque as primeiras 26 chamadas de sistema funcionavam exatamente da mesma forma que as do CP/M. Ele acusou também a IBM de diferenciar muito o preço entre o DOS e o CP/M como uma forma de marginalização.
O jornalista britânico Harold Evans usou estas memórias como fonte para um capítulo sobre Gary Kildall em seu livro de 2004, They Made America, concluindo que a Microsoft havia roubado as invenções de Gary. Veteranos da IBM do projeto PC contestam as descrições dos eventos contidas no livro, e a Microsoft o descreveu como "tendencioso e inacurado".
A venda da Digital Research para a Novell fez de Gary um homem muito rico, e ele se mudou para uma propriedade no subúrbio da cidade de Austin, uma casa à beira de um lago com garagens para carros esportivos e um estúdio de vídeo no porão. Gary comprou e pilotou seu próprio jatinho Learjet e manteve um barco no lago. Enquanto morou em Austin, ele também participou voluntariamente de programas de assistência a crianças com AIDS. Na Califórnia, ele teve uma mansão com uma vista panorâmica para o oceano em Pebble Beach.

## Morte
Em 8 de julho de 1994, Gary Kildall sofreu uma queda no Franklin Street Bar & Grill, um bar onde se reúnem motociclistas, localizado em Monterey, California e bateu a cabeça. As circunstâncias exatas do acidente continuam não esclarecidas, entretanto, ele lutou contra o alcoolismo em seus últimos anos. Várias fontes disseram que ele havia caído de uma cadeira, caído de uma escada ou sofrido agressão por ter entrado no bar usando jaqueta de couro da Harley-Davidson. Ele deu entrada e saída do hospital duas vezes, e morreu três dias depois no Community Hospital. A causa da morte foi descrita como concussão. Havia também evidência de que ele havia sofrido um infarto, mas a autópsia foi inconclusiva para determinar a causa da morte.
Gary Kildall foi enterrado no Evergreen Washelli Memorial Park, no norte de Seattle.

## Reconhecimento
Após o anúncio da morte de Gary, Bill Gates comentou que ele foi "um dos grandes pioneiros da revolução do PC", e "um cientista da computação criativo que fez um excelente trabalho".
Em março de 1995, Gary recebeu uma homenagem póstuma da Software and Information Industry Association por suas contribuições à indústria dos microcomputadores.
Em agosto de 2012, o pesquisador forense computacional Bob Zeidman declarou que, após realizar investigação na versão original do MS-DOS e do CP/M, não encontrou nenhuma evidência de que a Microsoft copiou conteúdo da Digital Research. Ele afirmou não ter encontrado nenhuma parte do código do CP/M incluído no MS-DOS. Seu trabalho de pesquisa foi publicado no IEEE mas foi contestado, uma vez que Zeidman teria sido contratado pela Microsoft como especialista no caso da disputa de patentes entre Microsoft e Motorola.